# Joachim Lothar Gartner

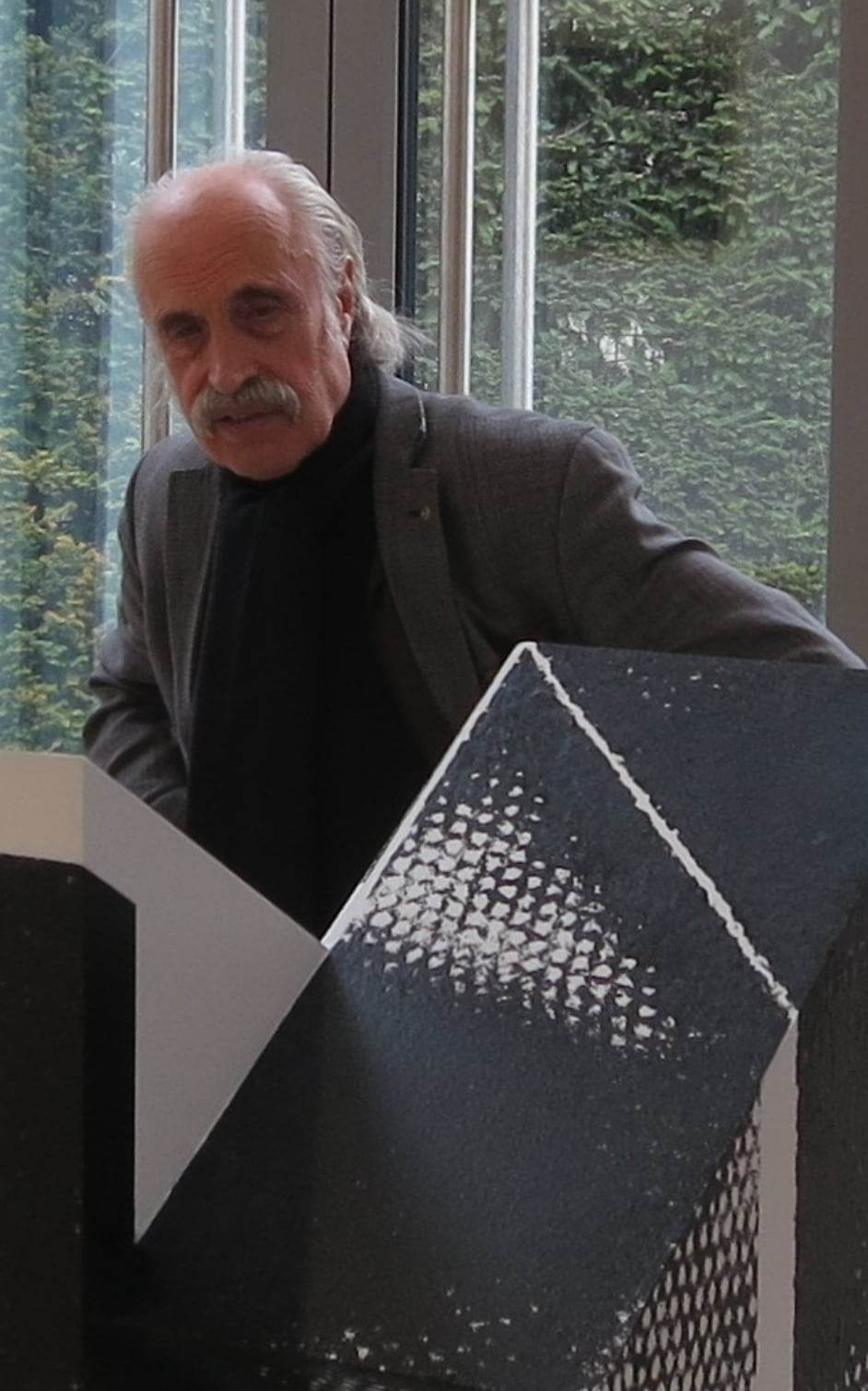
Joachim Lothar Gartner (2015)

Joachim Lothar Gartner (* 16. April 1945 in Steinschönau, Landkreis Tetschen-Bodenbach) ist ein österreichischer Künstler.

## Leben
Im Mai 1945 musste Joachim Lothar Gartner mit Mutter und Zwillingsbruder Hansjürgen seine Heimat verlassen und gelangte 1949 nach Wien, Österreich. Die Zwillingsbrüder studierten Textildesign in Wien und schlossen 1963 mit Diplom ab. Nach dem Studium gingen sie nach Augsburg, wo sie 1969 ihr Atelier im Holbein-Haus bezogen.
1971 hatten Joachim Lothar und Hansjürgen Gartner auf der "Kunstzone München" mit Arbeiten, die dem Phantastischen Realismus nahe standen, ihre erste Einzelpräsentation. Joachim Lothar Gartner begann in dieser Zeit auch das Studium der Kunstpädagogik in Augsburg und München, Diplom 1974. Die erste Begegnung mit Christian Schad im Atelier in Keilberg (Deutschland) im Jahr 1979 führte in der Folge zur Versachlichung der realistischen Darstellung in seiner Kunst.
1986 wurden die Zwillingsbrüder mit der Gesamtausstattung von zwei Ballettaufführungen ("Gesche Gottfried" und "Erlkönig") an den Städtischen Bühnen Augsburg beauftragt.
1989 bekam Joachim Lothar Gartner einen Lehrauftrag für Kunst und Design an der Höheren Bundeslehranstalt für Textilindustrie in Wien. Seitdem lebt und arbeitet er in Wien. Seit 2006 ist er Präsident des Künstlerhauses Wien.
2009 wurde er als ordentliches Mitglied der Klasse der Künste und Kunstwissenschaften in die Sudetendeutsche Akademie der Wissenschaften und Künste berufen.
Joachim Lothar Gartner arbeitet in verschiedenen künstlerischen Formaten, insbesondere Malerei, Graphik, Skulptur und Design.

## Aktivitäten

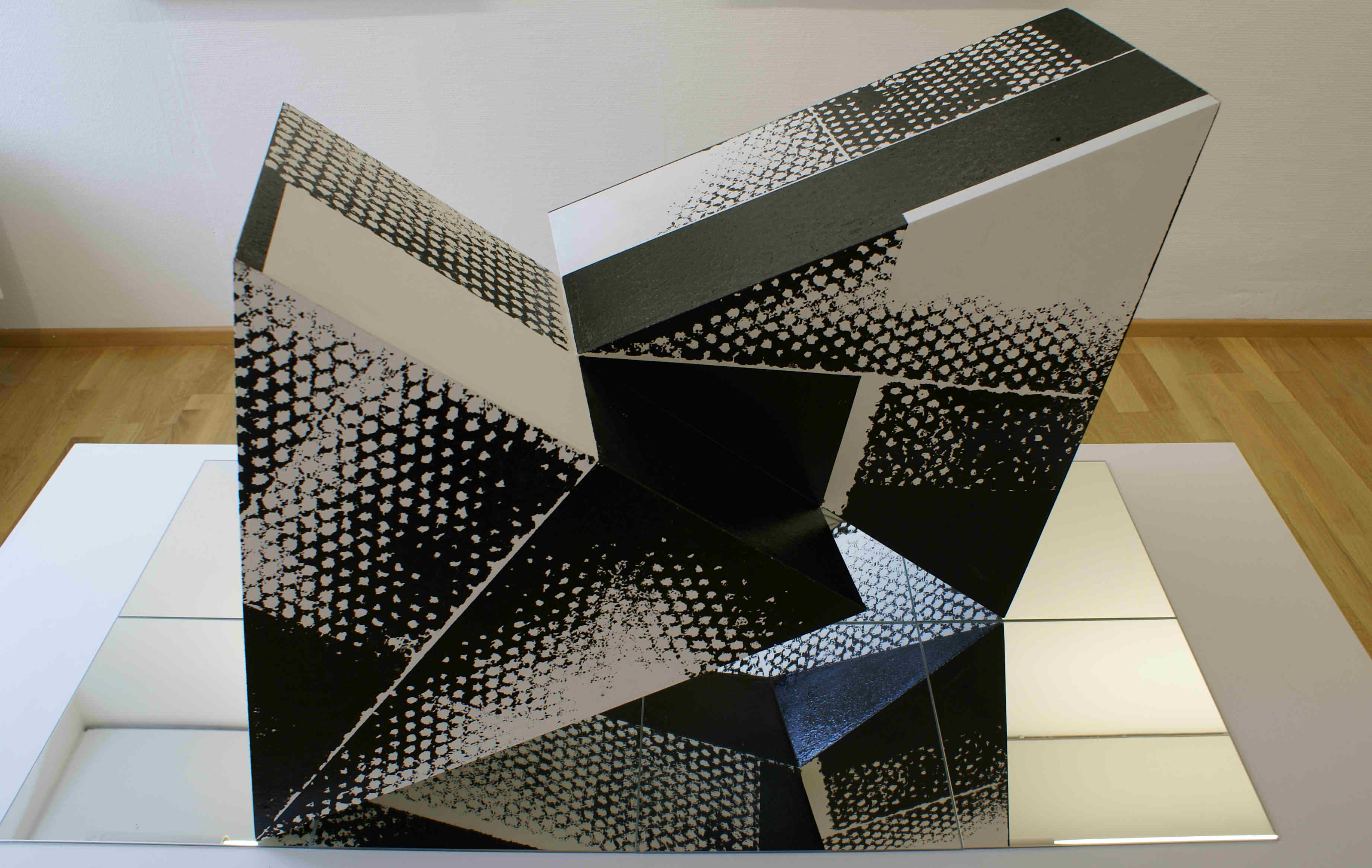
Joachim Lothar Gartner, Transforming Object, Texturwalzendruck mit Acryl auf MDF-Platte, je Dreiecksprisma Seitenlänge 60cm, Tiefe 30cm, 2010

- Seit 1990 Mitglied des Künstlerhauses Wien (Österreich)
- 2003 Jury-Mitglied in der 4. Internationalen Ausstellung Graphic Art Cairo (Ägypten)
- 2005 Ehrenmitglied des Künstlerhauses Wien (Österreich)
- 2006 Gewählter Präsident des Künstlerhauses Wien (Österreich)
- 2009 Jury-Mitglied der Internationalen Grafik-Triennale Krakau (Polen)
- und Ehrenmitglied der Russischen Akademie der Schönen Künste, Moskau (Russland)
- 2010 Wiedergewählt als Präsident des Künstlerhauses Wien (Österreich)
- 2012 Wahl zum Präsidenten der Bildrecht Vereinigung Wien (Österreich)[7]
- 2017 Ehrenmitglied der Verein FACT – free art & culture transfer (Österreich)

## Ehrungen und Auszeichnungen (Auswahl)
- 1973 Kunstpreis der Stadt Augsburg (Deutschland)
- 1981 Auszeichnung für Bildende Kunst von S. L., München (Deutschland)
- 1984 Lovis-Corinth-Förderpreis der Künstlergilde Esslingen (Deutschland)
- 1995 Goldene Ehrenmedaille des Künstlerhauses, Wien (Österreich)
- 2004 Großes Ehrenzeichen des Landes Burgenland (Österreich)
- 2005 Titularprofessor der Republik Österreich
- 2005 Ehrenmitglied des Künstlerhauses Wien
- 2009 Ehrenmitglied der Russischen Akademie der Künste Moskau
- 2013 Goldene Ehrenmedaille der Fakultät für Bildende Künste der Universität Alexandria (Ägypten)
- 2013 Große Ehrenmedaille der Gesellschaft Bildender Künstler Österreichs – Künstlerhaus Wien
- 2015 Ehrenkreuz für Wissenschaft und Kunst der Republik Österreich

## Ausstellungen (Auswahl)

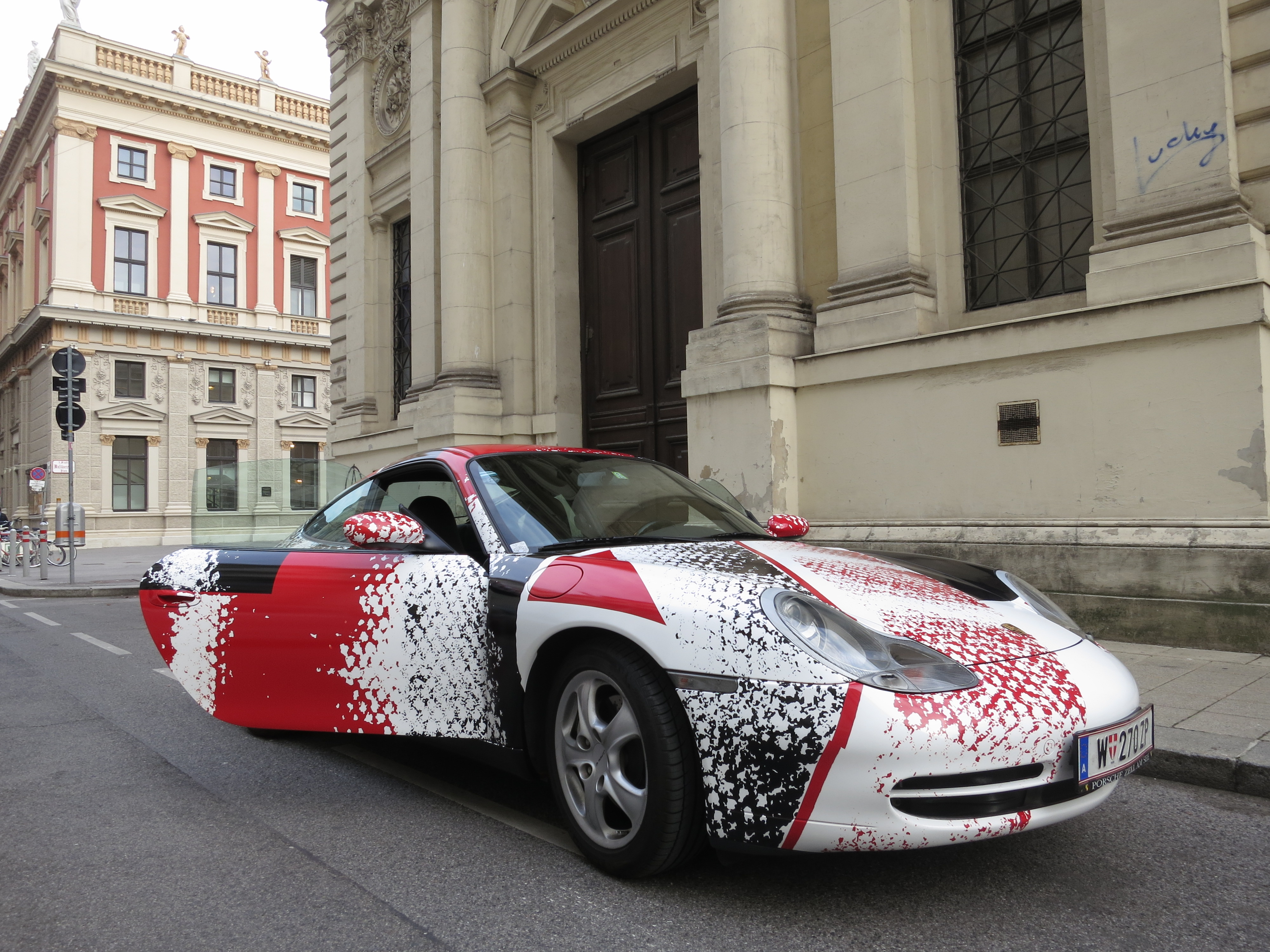
Gartner-Design auf Porsche, Wien, Privatbesitz, 2014

- 1966 erste Gruppenausstellungen mit Werken im Stil des Wiener Phantastischen Realismus in Augsburg und München
- Im Jahr 1973 erste Einzelausstellung (mit Bruder Hansjürgen) in Augsburg
- 1975 Teilnahme an der Internationalen Kunstmesse in Köln
- 1977 Teilnahme an der Internationalen Kunstmesse Interkunst in Wien
- 1979 Teilnahme an der Internationalen Kunstmesse WASH Art in Washington
- Seit den 70er Jahren Ausstellungen in Deutschland, Österreich, Schweiz, Italien, Tschechien, Slowenien, Niederlande, Russland und Ägypten und den USA. Im Folgenden einige ausgewählte Ausstellungen ab 1995:
- 1995 Retrovision, Akademie der Künste, Moskau
- 1996 Unbunt, Schömerhaus-Sammlung Essl, Klosterneuburg / NÖ (Österreich)
- 1997 Interferenz, Künstlerhaus, Wien (Österreich); Große Kunstausstellung München, Haus der Kunst, München; Go West 1, WUK-Projektraum, Wien
- 2003 Zeichen für Frieden, Museum Ostdeutsche Galerie, Regensburg (Deutschland); 4. Internationale Grafik-Triennale, Museum of Fine Arts, Kairo und Alexandria (Ägypten); 7. Internationale Grafik - Biennale, Városi Művészeti Muzeum, Győr (Ungarn)
- 2004 W-I-R, Chodovská TVRZ, Prag, (Tschechische Republik); art bodensee, Kunstmesse Dornbirn (Österreich)
- 2005 von Gartner & Gartner, Max-Planck-Institut, München-Schwabing (Deutschland); Identität – Alterität, Palais Liechtenstein - Forum für Zeitgenössische Kunst, Feldkirch (Österreich) und Künstlerhaus, Wien (Österreich); Künstlerbrüder – von den Dürers zu den Duchamps, Haus der Kunst, München (Deutschland); Bunte Steine – Pestre Kameny, Kunstforum Ostdeutsche Galerie, Regensburg
- 2007 Exitus – Tod alltäglich, Künstlerhaus Wien; Print, Künstlerhaus Wien in Kooperation mit der Grafik-Triennale Krakau
- 2008 Lichtspuren, Kulturabteilung der Botschaft der Arabischen Republik Ägypten, Wien; 60. Große Schwäbische, Toskanische Säulenhalle, Augsburg
- 2009 10. Internationale Grafik-Biennale – Die Meister der Grafischen Künste, Városi Művészeti Muzeum, Győr; from matrix – aktuelle Positionen österreichischer Grafik, Mestna Galerija in Ljubljana (Slowenien)
- 2010 proportional, Alfred-Kubin-Galerie, München[8]; Multiple matters – grafische Konzepte, Künstlerhaus Wien und ausgewählte Werke aus der multiple matters, Kulturzentrum Szeged (Ungarn) in Kooperation mit der Grafik-Triennale Krakau (Polen); 50 Jahre Kunstförderpreis der Stadt Augsburg, H2-Zentrum für Gegenwartskunst, Augsburg
- 2015 An diesem Ort, Retrospektive im Holbein-Haus, Augsburg; Borderline, Karlovy Vary (Tschechische Republik)
- 2016 Teilnahme an der Internationalen Kunstmesse in Warschau, IAF Warsaw[9]